# 寒極點
寒極點（英語：Poles of Cold）是一个地理和气象学名词，是指某一地理范围内最低气温出现的地方。

## 南半球

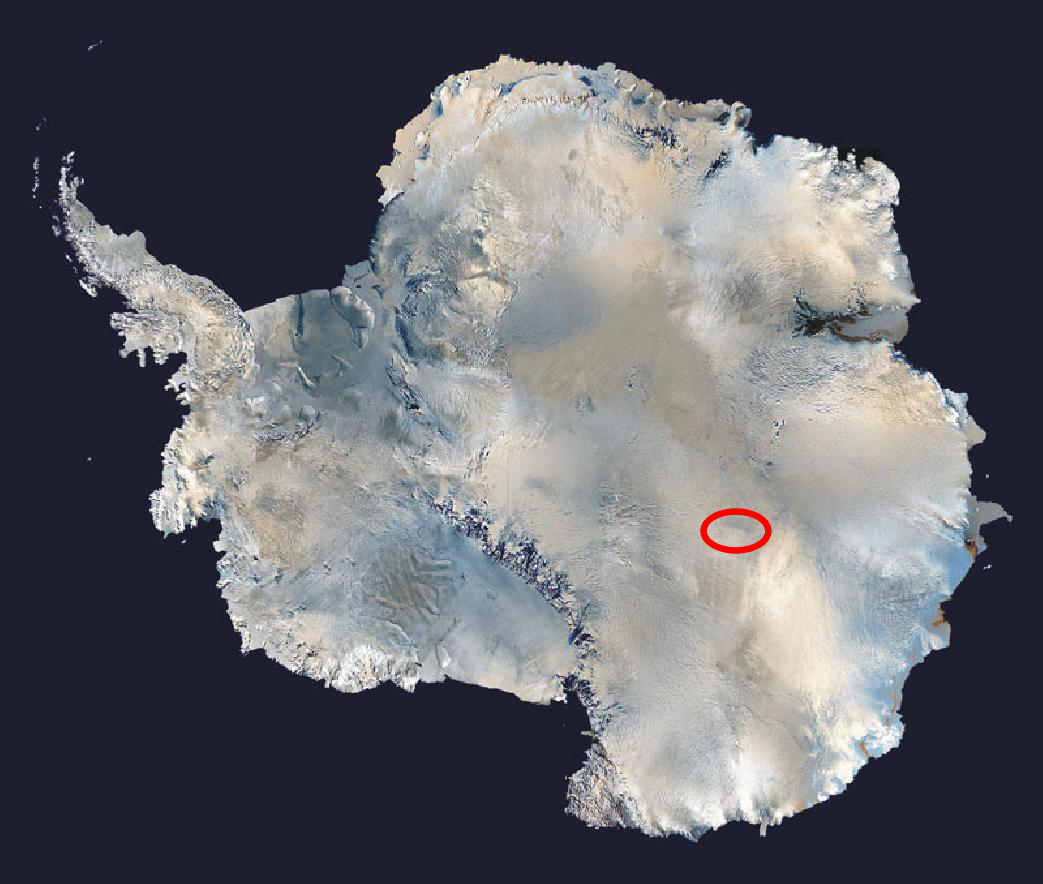
沃斯托克湖位置衛星攝影圖

位于南极洲的沃斯托克站（78°28′S 106°48′E / 78.467°S 106.800°E）是目前的南半球寒极，也是世界寒极。1983年7月21日，该站记录到-89.2°C的极低气温，这是目前世界确证的最低自然温度。沃斯托克站深居南极洲内陆，距离最近的海岸线也有1000千米以上，且海拔高（3488米），因此几乎无法受到海洋的任何影响。其纬度也高，极夜现象长达近5个月，有3个月（5月至7月）完全无日照。因此当地气候极度寒冷，暖季时气温很少高于-25°C，寒季时气温时常低于-80°C。而纬度更高的阿蒙森-斯科特站（位于南极点附近），由于海拔相对较低（比沃斯托克站低约650米）及地形因素影响，年均气温比沃斯托克站高6°C左右，极端最低气温-82.8°C，出现在1982年6月23日。
虽然现在已普遍认为沃斯托克站所在地并不是南极洲最冷的地方，且已有新的考察站记录到比沃斯托克站更低的年平均气温（冰穹A年平均气温达-58.4°C，低于沃斯托克站年平均气温-55.2°C，也低于其最低年平均气温-57.3°C）。但该站的极端最低气温纪录仍未被打破，这具有一定的偶然性，值得注意的一个因素是，1995年日本“富士圆顶”考察站建立之前，沃斯托克站是南极洲海拔最高的科考站，且距离其它科考站十分遥远，所以即使有比沃斯托克站低温纪录更低的值出现，它们也很难被观测到。2005年，位于冰穹A的無人氣象站啟用，於2010年記錄到−82.5 °C（−116.5 °F）的低溫，但仍沒有打破沃斯托克站的低温紀錄。

## 北半球
在北半球，有两处地方可被认为是寒极，是位於俄羅斯西伯利亞薩哈共和國內的維科扬斯克（67°33′N 133°23′E / 67.550°N 133.383°E）和奧伊米亞康（63°15′N 143°09′E / 63.250°N 143.150°E）。
1868年12月和1869年2月，I.A.胡佳科夫曾在維尔霍揚斯克記錄到-63.2°C的气溫。1885年1月15日，S.F.克瓦里克也在同地測得−67.8 °C（−90.0 °F）的气温值。1892年，該氣溫數據被收錄於一般物理觀測年刊中，且被誤寫為−69.8 °C（−93.6 °F）。雖然該期刊不久便将此数据更正回來，但仍有不少書籍引用了该錯誤數據并流傳至今。
1924年，俄羅斯科學家謝爾蓋·奧布契夫在奧伊米亞康記錄到-71.2°C的极低气溫（非实测，更多是根据气象数据推算而得出，这也是该数据受到一定质疑的原因）。1933年2月6日，位于奧伊米亞康氣象站測得-67.7°C的低温。这是奥伊米亚康实测的最低气温。該氣象站位於奧伊米亞康和湯托地區的山谷之間，海拔750米，该地区呈盆地地形，北端海拔较低，极地冷空气可长驱直入并容易在此堆积导致该地气候十分寒冷。而近來研究顯示，該地的冬季氣溫有上升的趨勢。
在国际傳統上，人们通常會將測得气温換成攝氏溫标再進行比較。如此一來，两地区最低气温皆在-68°C附近。也有一些氣象學家認為，將不同年代、設備、環境影響下的氣溫记录作比較是不正確的，而應将比較長時間觀測所得的平均气溫为标准。若是如此，奧伊米亞康应为北半球寒极，其多年冬季均温和年均温均低于维尔霍扬斯克。

## 外部連結
- 南極生活（页面存档备份，存于）
- 寒極點生活訪談
- 拜訪寒極點 （页面存档备份，存于）